# Sydpoolen

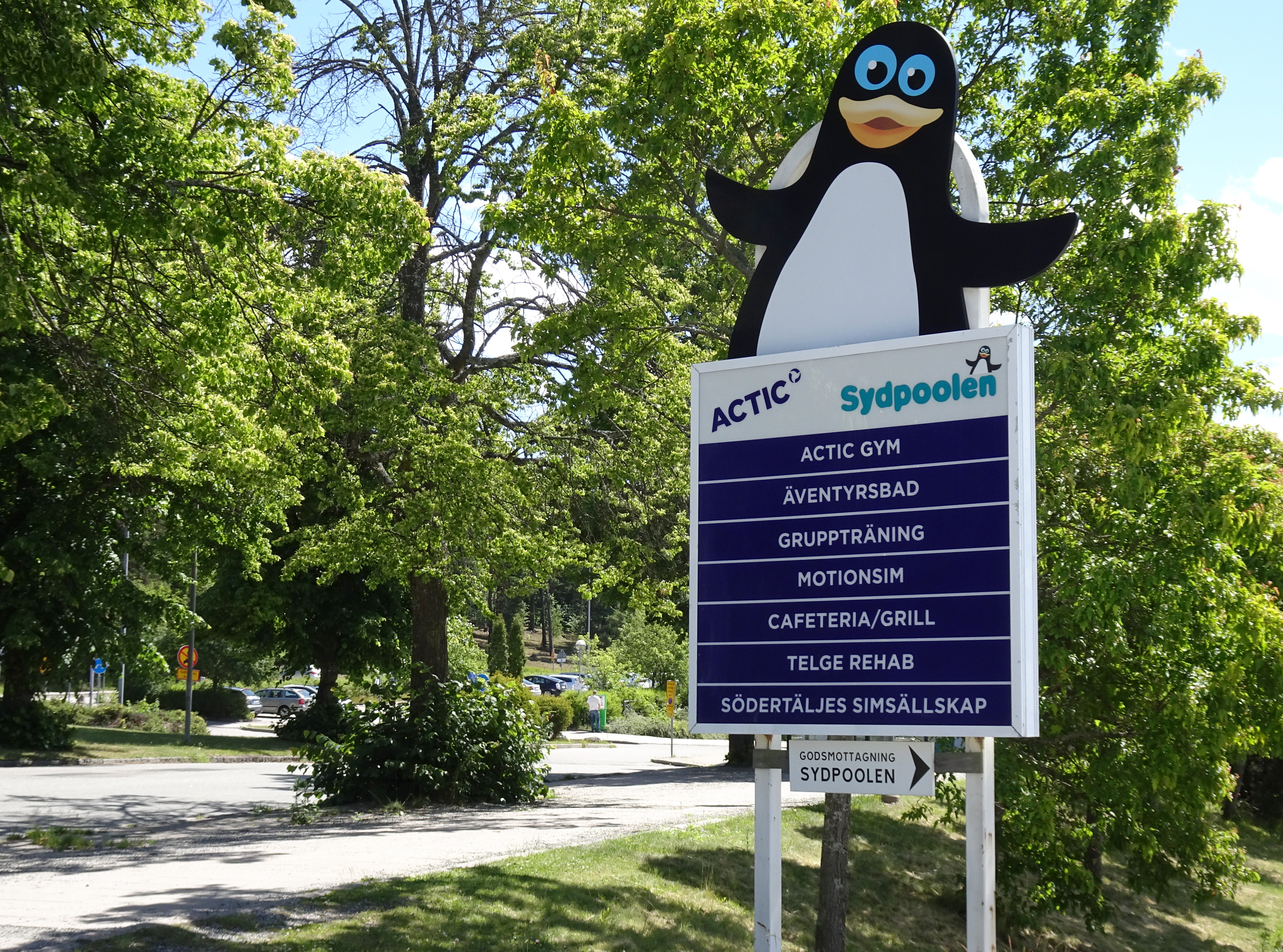
Entréskylt.

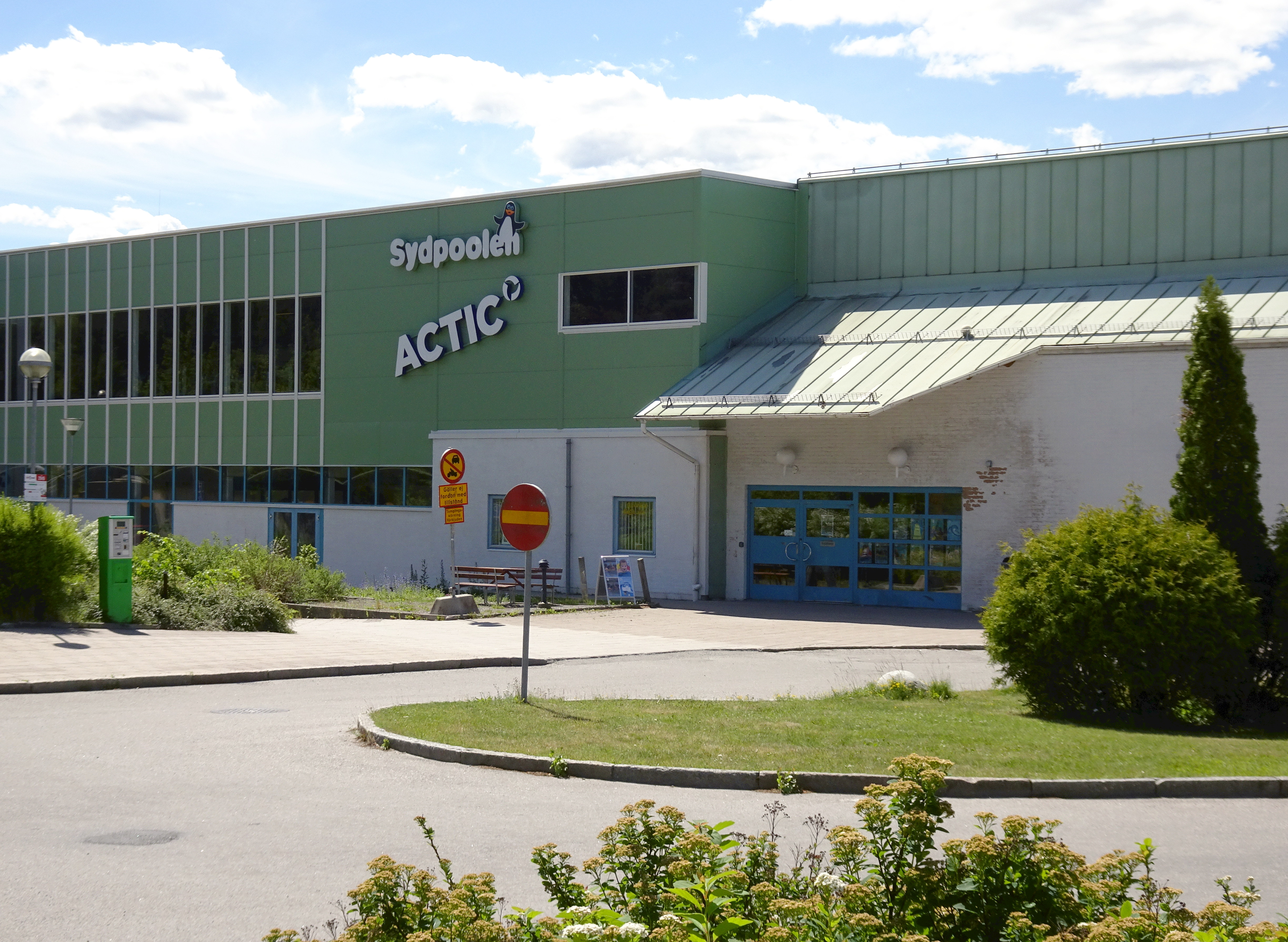
Byggnad.

Sydpoolen är ett badhus beläget invid Södertälje kanal nära Södertälje sluss i centrala Södertälje. 

## Bakgrund
Badhuset invigdes år 1989. Det ägs idag av Actic/Sydpoolen i Södertälje AB, som är ett helägt dotterbolag till Actic. Vattnet i bassängerna kommer från en egen brunn, och renas biologiskt. Årligen förbrukar man 80 000 kubikmeter. Badhuset är en av de få kvarvarande delarna av Södertäljes badortstid, bland annat tillsammans med Badhotellet och Badparken vid pendeltågsstationen Södertälje centrum. Med cirka 400 000 besökare årligen är det ett av stadens mest besökta turistmål.
Man disponerar en yta på 3500 kvadratmeter. Sammanlagt finns fem bassänger. Två är avsedda för motionssim. En av dessa har tre hopptorn vid dess norra ände på en och tre meter. Mellan dessa två ligger en barnbassäng, vilken främst används av simskolan. Bredvid denna finns även en terapibassäng, med extra varmt vatten.

## Äventyrsbad
Sydpoolen inrymmer ett äventyrsbad. Det är beläget i den sydligaste delen av komplexet och utgörs av bland annat två vattenrutschbanor, vågmaskin, artificiella strömmar och ett lekland för barn. Det meddelades i januari 2016 att äventyrsbadet skulle stängas för gott , ett beslut som dock ändrades och äventyrsbadet är sedan augusti 2016 öppet igen .
Utöver det finns gym, servering, babysim samt simskola för såväl barn som vuxna i anläggningen. Under mitten av år 2000 renoverades stora delar av komplexet. Bland annat byggdes ytterligare en våning för gymmet, ny bubbelpool och nya vattenrutschbanor. Södertälje Simsällskap har verksamhet i badhuset.